# Dente del giudizio

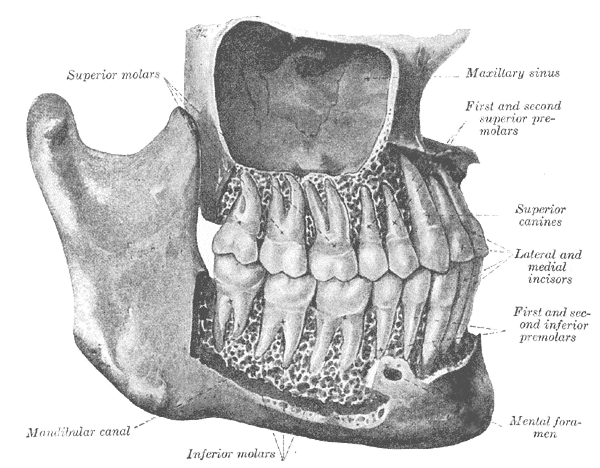
A sinistra, i denti del giudizio

Un dente del giudizio, o terzo molare, è uno dei tre denti molari presenti in ognuno dei quattro quadranti della dentatura umana. Occupando l'ultima e quindi più interna posizione nell'arco dentale, i denti del giudizio sono chiamati anche ottavi.
Sono quindi in totale quattro: terzo molare inferiore, terzo molare superiore, rispettivamente a destra e a sinistra.
La dicitura dente del giudizio, presente in innumerevoli lingue (dal latino dens sapientiae), è dovuta al fatto che generalmente compaiono tra il 16º e il 25º anno di età. Possono essere anche più di quattro oppure di meno, rispettivamente in caso di iperdontia o ipodontia.
La comunità scientifica, a differenza di ciò che si affermava nel passato, è concorde nell'affermare che la vis eruttiva degli ottavi non causerebbe un affollamento dentario.

## Disturbi e patologie

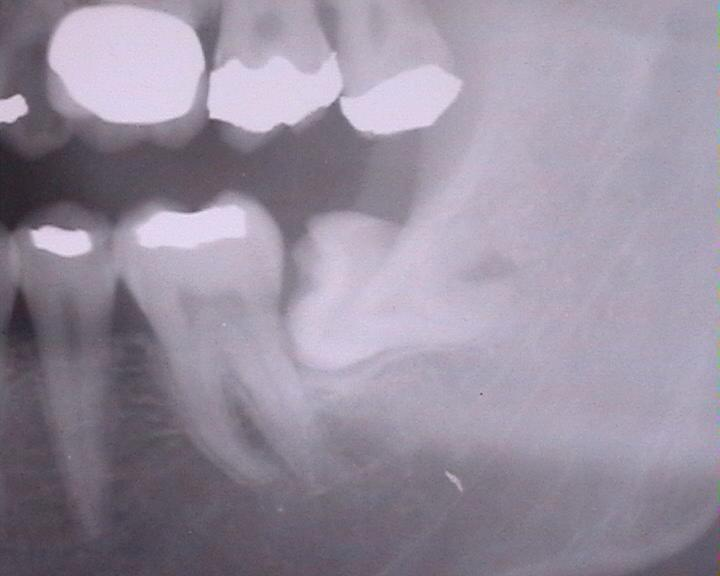
Dente del giudizio in posizione di crescita obliqua

Spesso accade che un dente del giudizio manchi di spuntare, rimanendo dunque incluso (quando il germe dentale si trova completamente coperto dalla gengiva) oppure semincluso (quando è in parte visibile). La mancata eruzione (comunemente detta "crescita") può essere dovuta a due fattori:
- Data la conformazione della mandibola e della mascella, è possibile che al dente manchi il posto per erompere (spuntare).[3]
- L'asse di crescita del dente non è orientato correttamente. Nei casi più complicati, può darsi che il dente cresca in direzione orizzontale, eventualmente facendo pressione sul secondo molare.

Un dente del giudizio cresciuto imperfettamente rischia di causare delle patologie come ad esempio la cisti, la pericoronite, la carie e l'ascesso.

## Il dente del giudizio nell'evoluzione umana
Gli ottavi, se erompono correttamente, possono contribuire alla masticazione e non generano alcun disturbo purché si applichi una corretta igiene orale. Tuttavia il fatto che la loro crescita sia soggetta a variazioni e a imperfezioni è dovuto anche al corso evolutivo della specie umana: in passato l'uomo aveva bisogno di più molari per masticare alimenti crudi e ostici, che sono stati abbandonati nel corso dell'evoluzione mentre le dimensioni della mandibola e della mascella si sono chiaramente ridotte, lasciando poco posto a disposizione per un normale sviluppo dell'ottavo dente. I denti del giudizio sono quindi un retaggio del passato. È solo con l'età che la mascella e la mandibola dovrebbero raggiungere sufficienti dimensioni per permetterne lo sviluppo. Ciò nonostante, secondo alcuni antropologi, la comparsa degli ottavi in età tardiva avrebbe il compito di controbilanciare l'eccessiva usura degli altri denti. L'alimentazione preistorica e l'inesistenza di cure dentarie infatti provocavano la perdita precoce dei denti. In questo modo, il terzo molare, avendo spazio sufficiente per svilupparsi, svolgeva una funzione di riserva, preservando una corretta masticazione.

## Estrazione

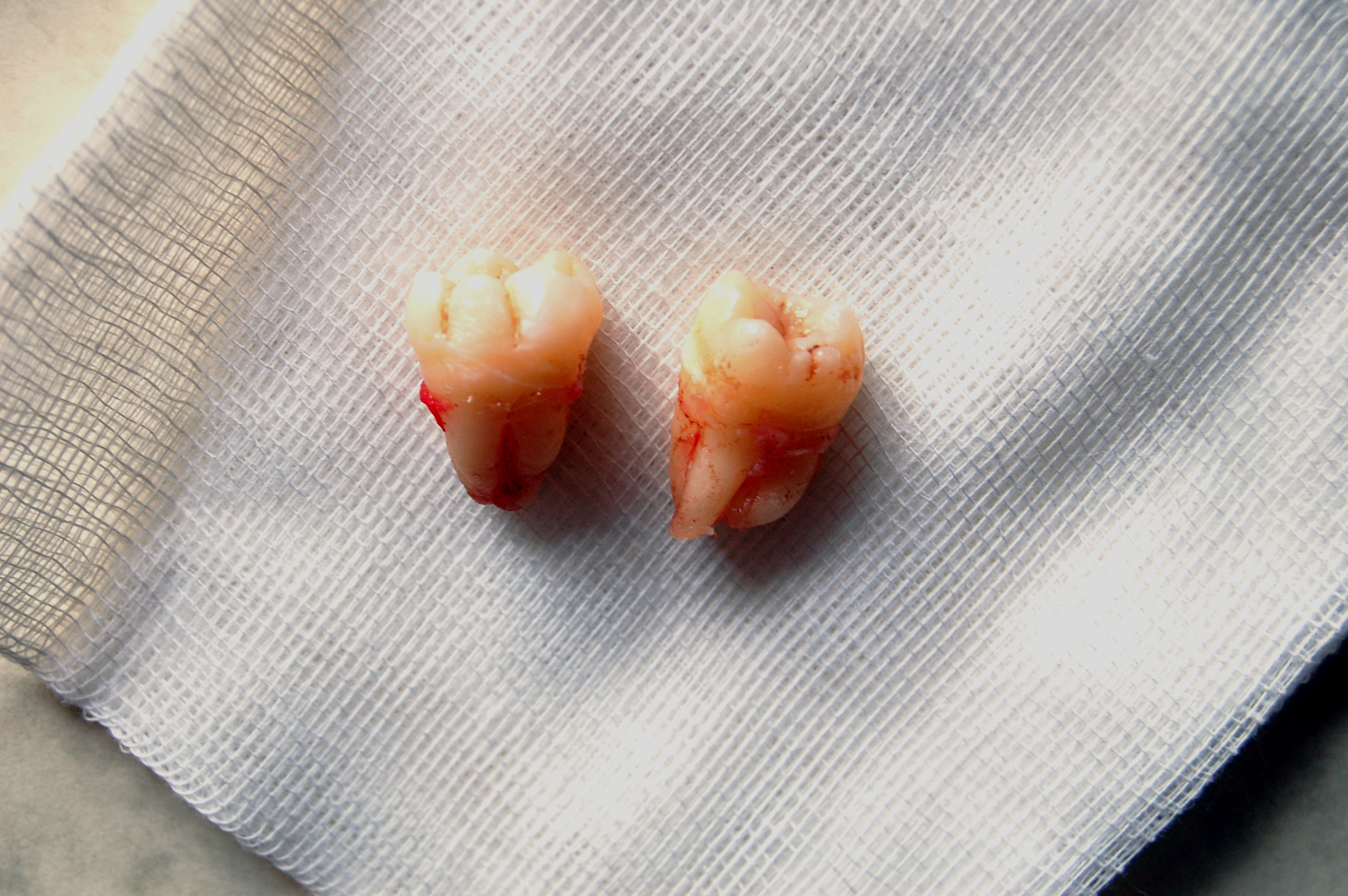
Denti del giudizio di destra dopo un'estrazione in anestesia locale

L'estrazione può essere un intervento più o meno complicato a seconda della situazione globale. È ad esempio più facile l'estrazione da soggetti giovani in quanto le radici non sono ancora completamente formate e l’osso circostante è più morbido; inoltre, il dente del giudizio superiore può essere - a parità di condizioni - estratto più agevolmente di quello inferiore. A seconda dei casi, sarà fatta con o senza punti di sutura, o con diversi tipi di anestesia, in intervento ambulatoriale o in clinica. L'estrazione di un dente del giudizio completamente fuoriuscito è il caso più semplice e di solito non richiede accorgimenti particolari a parte l'anestesia locale e l'uso di un adeguato analgesico. Anche l'estrazione di un dente del giudizio incluso è un intervento spesso eseguibile in anestesia locale.
In generale, quindi si può parlare di tre condizioni principali per un intervento di estrazione che riguarda il dente del giudizio. Ogni condizione richiede tecniche ed approcci che possono essere differenti: 
- Estrazione semplice: il dente è estruso, cioè è visibile in arcata senza dover ricorrere a radiografie o tomografia computerizzata cone beam. Può essere estratto con le pinze o con l'utilizzo delle leve tramite tecnica EWF (Extraction Without Forceps). La ortopantomografia è comunque sempre richiesta per poter determinare, soprattutto all'arcata inferiore, l'eventuale vicinanza delle radici dentali al nervo mandibolare.
- In semi-inclusione: il dente del giudizio è parzialmente ricoperto da gengiva e/o da osso, ma si vede in arcata. La chirurgia orale serve a liberare l'elemento dentario per poi poterlo agevolmente estrarre dal sito alveolare. Operare con manipoli sonici in casi come questo consente una tecnica che utilizza le vibrazioni per tagliare tessuti duri, come osso e denti, rispettando i tessuti molli.
- Inclusione ossea totale (complessa): il dente è completamente nascosto dentro la mascella o la mandibola. In questo caso la disodontiasi del dente del giudizio viene affrontata inevitabilmente con un approccio chirurgico. Serve accedere al dente nascosto nell'osso rimuovendo parte di quest'ultimo per quindi esporre e poi estrarre l'elemento dentario, spesso dopo averlo diviso in parti più piccole. La chirurgia sonica permette di proteggere i tessuti molli soprattutto in casi del genere.

Il decorso dopo un intervento di routine è in genere rapido. Gonfiori e perdite di sangue sono possibili per diverse ore dopo l'intervento. Se la perdita è moderata, è da considerarsi normale durante il primo giorno dopo l'estrazione. In questi casi il paziente può mordere su una garza o su un fazzoletto di stoffa. Fazzoletti di carta o ovatta sono da considerarsi come soluzioni di emergenza perché rischiano di lasciare tracce che si attaccano alla ferita e che possono causarne la riapertura quando vengono rimossi. È inoltre vantaggioso inumidire leggermente la garza o il fazzoletto. In caso di difficoltà, per facilitare la cicatrizzazione della ferita si consigliano spesso impacchi di ghiaccio, mentre sono sconsigliati cibi caldi, sigarette, caffè e alcool, come anche risciacqui energici o troppo numerosi o farmaci antiaggreganti come l'aspirina.
L'estrazione di un dente del giudizio fatta a scopo puramente cautelativo (dunque in assenza di sintomi) è una consuetudine che varia da paese a paese, e la cui necessità non è pienamente sostenuta dagli studi scientifici.
Per quanto rara (0,005% del totale) l'estrazione del terzo molare può comportare, a distanza di due o tre settimane, la frattura composta dell'angolo mandibolare, a causa dell'eccessivo e precoce carico dell'area operata durante la masticazione.